# 糖衣陷阱 (电视剧)
《糖衣陷阱》（英語：The Firm）是Lukas Reiter根据1991年John Grisham的同名小说以及1993年同名电影糖衣陷阱 (電影)所创造的加拿大电视剧，故事内容为1993年同名电影中主角10年后的生活，本片于2012年1月8日日在在美国NBC和加拿大Global播出。

## 外部連結
- 互联网电影数据库（IMDb）上《The Firm》的资料（英文）
- The Firm （页面存档备份，存于） at Metacritic
- The Firm at MSN.com
- The Firm （页面存档备份，存于） at TV.com
- The Firm （页面存档备份，存于） at TV Guide
- The Firm （页面存档备份，存于） at Epguides
- The Firm at Thefutoncritic.com